# Baptria tubialaria
Baptria tubialaria là một loài bướm đêm trong họ Geometridae.